# 박보연 (배우)
박보연(1994년 4월 15일~)은 대한민국의 여성 배우이다.

## 출연 작품

### 드라마
- 2025년 《여행을 대신해 드립니다》 - 고은채 역